# Historia del petróleo en Venezuela

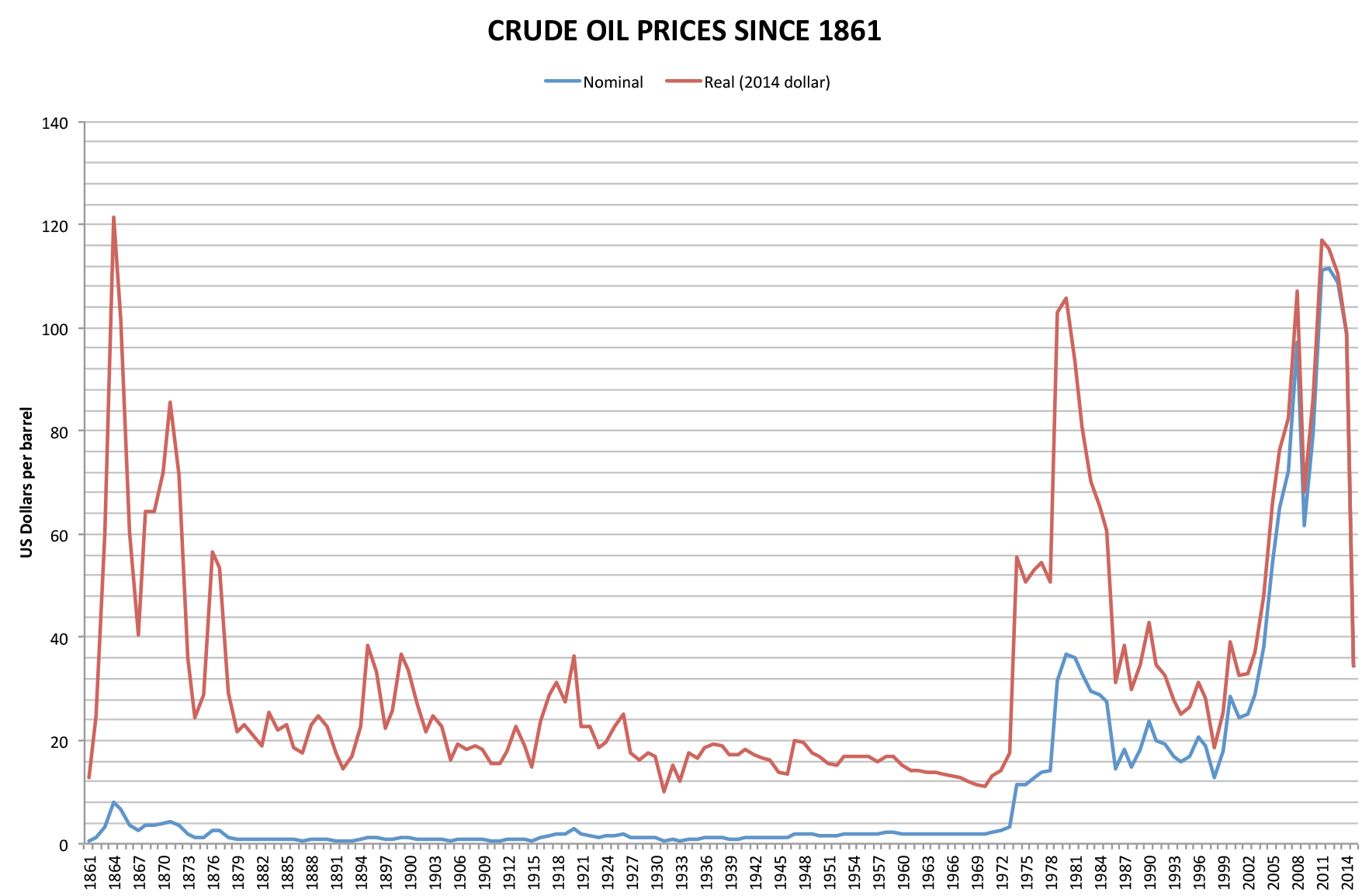
El precio real y nominal del petróleo de 1861 a 2015.

Venezuela es el país con las mayores reservas probadas de crudo pesado del mundo, con 303 mil millones de barriles (enero de 2020). Venezuela tiene además las mayores reservas de crudo liviano en todo el hemisferio occidental. Su actividad petrolera ha descendido desde fines de la primera década del siglo XXI y para 2020 registra una producción promedio de 500.000 barriles diarios y una exportación de 376.500 barriles diarios, ambas las más bajas en unos 80 años.  Desde 2018 la industria petrolera venezolana inició una caída con una producción de 1.34 millón de barriles por día en promedio anual de la cual no se ha recuperado.
En Venezuela las actividades petroleras comenzaron en la época prehispánica, época en la cual solo se utilizaba el petróleo para calafatear e impermeabilizar las embarcaciones, pero su explotación se comenzó a realizar formalmente en la época colonial, y su explotación a gran escala comenzó en 1914 durante el gobierno del general Juan Vicente Gómez. Fue desde entonces que la industria petrolera en Venezuela fue creciendo y se fortaleció hasta llegar al punto en que se nacionalizaron todos los activos de las empresas petroleras en 1976.

## Época prehispánica
Los pueblos originarios de Venezuela, al igual que muchas sociedades antiguas, ya utilizaban petróleo crudo y asfalto, que rezumaba naturalmente a través del suelo hacia la superficie, en los años anteriores a la colonización española. El líquido negro y espeso, conocido por los lugareños como mene, se utilizaba principalmente para fines medicinales, como fuente de iluminación, y para el calafateado de canoas.
A su llegada a finales del siglo XV, los conquistadores españoles aprendieron de los pueblos indígenas el uso del asfalto presente de manera natural para calafatear los barcos, y para el tratamiento de sus armas. El primer envío de petróleo documentado en la historia de Venezuela ocurrió en 1539, cuando un solo barril fue enviado a España para aliviar la gota del emperador Carlos V.

## Inicios
En 1799 Alexander von Humboldt encontró un pozo de petróleo en la Península de Araya. Ya para 1839 el gobierno encomienda al médico José María Vargas para que investigara sobre el petróleo. Una vez hechas las respectivas investigaciones, opinó que esta materia era más rica que la plata por la gran posibilidad de uso que tenía. En esa época solo se utilizaba el petróleo para cosas muy sencillas y su extracción era bastante rudimentaria y no se explotaba en forma industrial. El primer pozo que se explotó en forma industrial en el mundo fue en 1859 en Pensilvania, Estados Unidos, y su propietario fue Edwin Drake. Pero en Venezuela se empieza a explotar el petróleo a partir de 1875, después del terremoto de Cucuta, comienza a salir petróleo en grandes cantidades por una de las grietas producidas por el movimiento telúrico en la hacienda “La Alquitrana” del Estado Táchira perteneciente al Señor Manuel Antonio Pulido. A raíz de este hecho se forma la primera empresa petrolera Venezolana que se dedicó a explotar industrialmente al petróleo. La empresa se llamó "Compañía Nacional Minera Petrólia del Táchira" o "Petrolia del Táchira". Más tarde se construyó la primera refinería en la cual se producía mensualmente 60 galones de gasolina, 165 de querosén, 150 de gas-oil y 220 de residuos. De estos derivados del petróleo, el querosén era el de mayor utilidad, se utilizaba para el alumbrado y para las primeras cocinas.
La explotación mundial de petróleo, había comenzado en 1859 cuando el llamado coronel Edwin Drake, en Titusville, perforó un pozo encontrando petróleo a veintiún metros de profundidad. La fiebre petrolera se desata en Norteamérica, las perforaciones se multiplican, las tierras aumentan de precio y los campesinos se hacen petroleros.
El sorprendente crecimiento de la industria petrolera norteamericana genera nuevos emporios económicos. Destaca la Standard Oil, capitaneada por John D. Rockefeller. Paralelamente, empresas inglesas y neerlandesas encuentran petróleo en el lejano Oriente y Rusia manteniendo un ritmo de exploración permanente en todos los continentes. Es en este contexto de búsqueda de nuevos yacimientos cuando el geólogo Ralph Arnold y parte de su equipo en abril de 1913 llegan al campo petrolero La Alquitrana, cerca de Rubio en el estado Táchira. Allí escribe que la refinería local lleva treinta años en servicio constatando que en Venezuela ya se producía petróleo.
Años atrás en 1878, el hacendado Manuel Antonio Pulido obtiene los derechos para la explotación minera de un terreno ubicado en su hacienda cafetera La Alquitrana tras descubrir emanaciones de petróleo en la superficie. Como se indicó anteriormente Pulido funda la Compañía Petrolera del Táchira en sociedad con cinco hacendados y comerciantes de la región. Dicen que cuando iniciaron la empresa carecían absolutamente de conocimientos, pero decidieron a este efecto, que el socio Pedro Rafael Rincones se fuera a Estados Unidos para estudiar los procesos de refinación de petróleo y adquirir las maquinarias para obtener queroseno de primera calidad.
En 1880 los vecinos de Rubio y de San Cristóbal, animados por la novedad, acuden a la instalación de aquellos extraños equipos de perforación que habían viajado por barco, barcazas y mulas desde Nueva York hasta La Alquitrana. Pero no fue sino 3 años más tarde cuando a sesenta metros de profundidad, el llamado pozo Eureka empezó a producir 230 litros diarios de un petróleo algo verdoso que sería refinado en un pequeño alambique para producir querosén y proveer de esta fuente de iluminación a Rubio y San Cristóbal. Esto da el inicio de explotación petrolera en Venezuela.

## Cuencas petroleras
Venezuela ha sido privilegiada desde los tiempos de su formación en la era cenozoica media y superior y principios del  periodo cuaternario, al poseer grandes depósitos por sedimentación de enormes masas de materia orgánica que son el origen del petróleo en el subsuelo que le ha permitido tener cuatro grandes cuencas importantes con inmensas cantidades de petróleo depositado, éstas sonː
- Cuenca Zulia-Falcón
- Cuenca Barinas-Apure
- Cuenca Oriental
- Cuenca Tuy-Cariaco

## 1904 - 1940

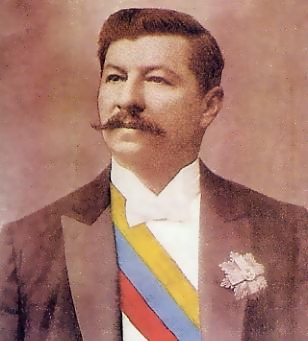
Juan Vicente Gómez

A pesar del conocimiento de la existencia de petróleo en Venezuela desde hacía siglos, este recurso cobró real trascendencia con la llegada del siglo XX y los primeros pozos de real importancia no se perforaron sino hasta la década de 1910. El entonces presidente Cipriano Castro aprobó un nuevo Código de Minas para la Nación el 23 de enero de 1904, estableciendo así un principio que marcaría dramáticamente el curso de la industria petrolera hasta su nacionalización durante el primer gobierno de Carlos Andrés Pérez, en 1976, proyectándose de esta manera la creación de la compañía nacional Petróleos de Venezuela Sociedad Anónima (PDVSA) que se encargaría de dirigir la producción del crudo venezolano. El presidente de la República obtenía facultad plena para administrar y otorgar concesiones petroleras sin necesidad del consentimiento del Congreso. Durante su gobierno, se llegaron a otorgar cuatro concesiones para explorar, producir y refinar petróleo, las cuales fueron solicitadas con el evidente propósito de ser negociadas con inversionistas extranjeros.
En 1908, Juan Vicente Gómez reemplazó a Castro como presidente de Venezuela. En los siguientes años, Gómez continuó la política de otorgamiento de concesiones, que en su mayoría fueron adjudicadas a sus amigos más cercanos, quienes a su vez las renegociaron con las compañías petroleras extranjeras que poseían la tecnología necesaria para poder desarrollarlas. Una de estas concesiones fue otorgada a Rafael Max Valladares que contrató a la Caribbean Petroleum (subsidiaria de la anglo-neerlandesa Royal Dutch Shell) para llevar a cabo su proyecto de exploración de hidrocarburos. El 15 de abril de 1914, el primer campo petrolífero venezolano de importancia, Mene Grande, fue descubierto por la Caribbean Petroleum Company tras la finalización del pozo Zumaque I (llamado actualmente MG-I). Este importante descubrimiento es lo que alentó una ola masiva de las compañías petroleras extranjeras para invertir en Venezuela en un intento por conseguir un pedazo de la acción.
De 1914 a 1917, varios yacimientos de petróleo fueron descubiertos en todo el país, sin embargo el estallido de la Primera Guerra Mundial retrasó significativamente el desarrollo de la industria. Debido al esfuerzo de la guerra, la compra y transporte de las herramientas y maquinaria, algunas compañías petroleras se vieron obligadas a renunciar a la perforación hasta después de la guerra. Las primeras operaciones de refinación se llevaron el 17 de agosto de 1917 a cabo de la refinería de San Lorenzo (la primera refinería en Venezuela que cerro su producción en 1982), ubicada en el municipio Baralt, Estado Zulia y las primeras exportaciones significativas de petróleo venezolano salieron por la terminal de Caribbean Petroleum en San Lorenzo comenzando a operar esta refinería con la capacidad inicial de 8 mil barriles diarios para 1926 aumento a 10.000 bd y en 1938 alcanzó los 38.000 bd. A finales de 1918, el petróleo apareció por primera vez en las estadísticas de exportación de Venezuela con una producción anual de 21.194 toneladas métricas. Después de unos veinte años desde la instalación del primer taladro perforador de pozos, Venezuela se había convertido en el mayor exportador de petróleo del mundo y el segundo mayor productor de petróleo, después de Estados Unidos. La exportación de petróleo se disparó de 1,9% a 91,2% entre 1920 y 1935. Este vino a ser el primer boom petrolero en la historia venezolana. 

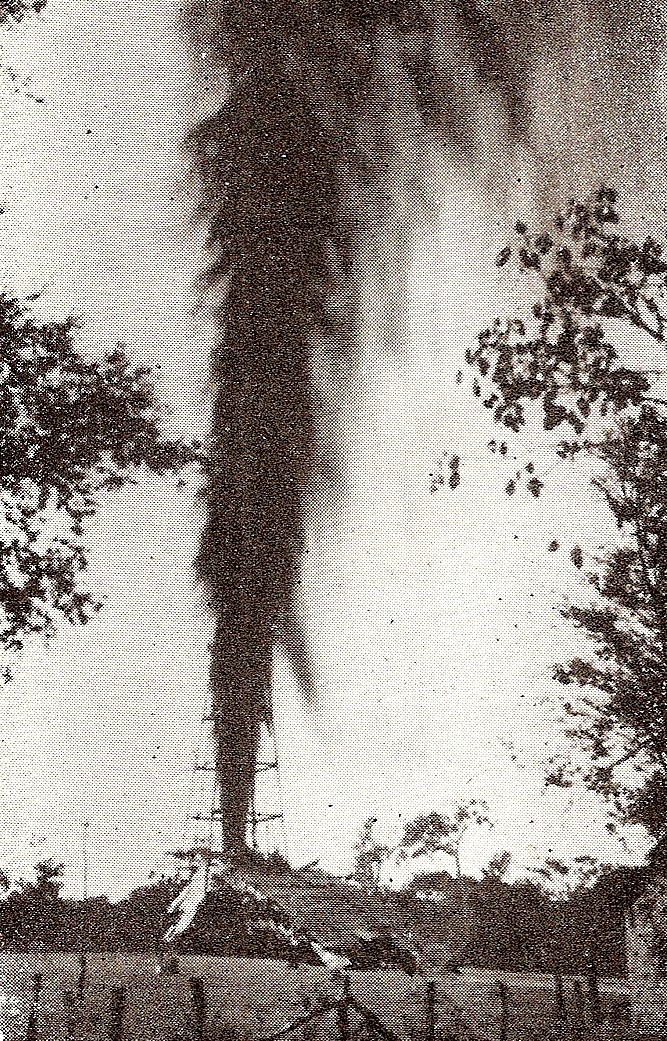
Reventon del pozo Barroso II en 1922.

Cuando se descubrió petróleo en el campo La Rosa de Cabimas en la Costa Oriental del Lago de Maracaibo en 1922, se llevó a cabo la perforación del pozo Barroso II, que produjo, en un periodo de 19 días continuos, un promedio de 100.000 bd, el dictador de Venezuela, Juan Vicente Gómez permitió a los inversionistas extranjeros participaran en la redacción de la primera ley petrolera de Venezuela, en la cual se estableció la figura de las reservas nacionales y un mínimo de regalías del 15%.

### Primer mal holandés
Para 1929, Venezuela fue el segundo mayor país productor de petróleo (solo por detrás de Estados Unidos) y el mayor exportador de petróleo del mundo. Con un espectacular desarrollo de la industria, el sector del petróleo había comenzado a dominar todos los demás sectores económicos del país, sin embargo, la producción agrícola comenzó a disminuir drásticamente. Este repentino aumento de la atención al petróleo y el abandono del sector agrario hace que la economía venezolana sufra de un fenómeno conocido por los economistas como la enfermedad holandesa. Esta "enfermedad" se produce cuando una mercancía ocasiona un aumento sustancial de los ingresos en un sector de la economía, y no es complementado por un mayor ingreso en otros sectores. La agricultura representó alrededor de un tercio de la producción económica en la década de 1920, pero por la década de 1950 esta fracción se vio drásticamente reducida a una décima parte. Este repentino aumento de la producción de petróleo limita la facultad general de Venezuela para crear y mantener otras industrias. Los gobiernos hicieron caso omiso a graves problemas sociales, incluyendo educación, salud, infraestructura, agricultura y las industrias nacionales, causando que Venezuela quedara muy detrás de otros países industrializados durante un buen tiempo. Después del segundo boom petrolero en 1950 Venezuela pasaría a ser uno de los países más prósperos de América Latina.

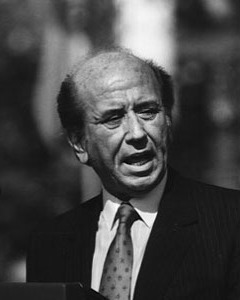
Carlos Andrés Pérez

### Hostilidad hacia las petroleras extranjeras
Con una gran afluencia de extranjeros, no pasó mucho tiempo antes de fueran evidentes los efectos de la xenofobia que no se había visto antes. El novelista José Rafael Pocaterra describe a los petroleros, como "los españoles nuevos." Escribió en 1918:
"Un día, algunos españoles montado un aparato negro con tres patas, una grotesca cigüeña con ojos de cristal dibujaron algo (en una hoja de papel) y se abrieron camino a través de la selva Otros españoles abrirían nuevos caminos... perforarían la tierra desde lo alto de torres fantásticas, que produce el líquido fétido ... el oro líquido convertido en petróleo. "
El resentimiento popular de las compañías petroleras extranjeras también se hizo evidente y se expresa en diversas formas. Rufino Blanco Fombona, escritor y político venezolano, representa el conflicto entre los trabajadores venezolanos y sus jefes extranjeros en su novela de 1927, La Bella y la Fiera:
"Los trabajadores pidieron un aumento de sueldo miserable y los rubios de ojos azules, los hombres que son dueños de millones de dólares, libras esterlinas y florines en bancos europeos y de EE.UU., se negaron."
Estos sentimientos de fuerte hostilidad hacia las compañías petroleras extranjeras en muchos aspectos, nunca se desvanecieron, y es que estos pensamientos que los recursos naturales de Venezuela, estaban siendo explotados por los países extranjeros que convenció al gobierno de que era necesario un mayor control sobre su industria petrolera. Esto, por supuesto con el tiempo llevó a la nacionalización definitiva de la industria petrolera en 1976.

## 1940 - 1976
| Producción petrolera 1952-1957             | Producción petrolera 1952-1957 | Producción petrolera 1952-1957 | Producción petrolera 1952-1957 | Producción petrolera 1952-1957 |
| ------------------------------------------ | ------------------------------ | ------------------------------ | ------------------------------ | ------------------------------ |
| Año                                        | Año                            |                                | M de barriles/d                | M de barriles/d                |
| 1952                                       | 1952                           |                                | 1.8                            | 1.8                            |
| 1953                                       | 1953                           |                                | 1.76                           | 1.76                           |
| 1954                                       | 1954                           |                                | 1.89                           | 1.89                           |
| 1955                                       | 1955                           |                                | 2.15                           | 2.15                           |
| 1956                                       | 1956                           |                                | 2.45                           | 2.45                           |
| 1957                                       | 1957                           |                                | 2.77                           | 2.77                           |
| Fuente: Pode. Recopilación Francisco Pérez |                                |                                |                                |                                |

| Inflación 1952-1957                | Inflación 1952-1957 | Inflación 1952-1957 | Inflación 1952-1957 | Inflación 1952-1957 |
| ---------------------------------- | ------------------- | ------------------- | ------------------- | ------------------- |
| Año                                | Año                 |                     | Valoración anual    | Valoración anual    |
| 1952                               | 1952                |                     | 0.2%                | 0.2%                |
| 1953                               | 1953                |                     | -1.7%               | -1.7%               |
| 1954                               | 1954                |                     | 1.6%                | 1.6%                |
| 1955                               | 1955                |                     | -1.1%               | -1.1%               |
| 1956                               | 1956                |                     | 0.7%                | 0.7%                |
| 1957                               | 1957                |                     | 1.4%                | 1.4%                |
| Fuente: Banco Central de Venezuela |                     |                     |                     |                     |

En 1941, el ministro de Guerra y Marina Isaías Medina Angarita oriundo de los Andes venezolanos, fue elegido presidente de forma indirecta. Uno de sus más importantes reformas durante su mandato fue la promulgación de la Ley de Hidrocarburos del 13 de marzo de 1943. Esta nueva ley fue el primer gran paso político dado hacia ganar más control sobre su industria petrolera. Bajo la nueva ley toda nueva concesión será por 40 años y obliga a las empresas a refinar parte de la producción de petróleo en el territorio nacional (de aquí nacen las grandes refinerías en el país, bajo el amparo de buscar nuevas fuentes de trabajo para el venezolano), se aplica la nueva ley de impuestos sobre la renta que permite obtener ingresos sobre las ganancias de la producción. 
En 1944, el gobierno venezolano dio varias nuevas concesiones para fomentar el descubrimiento de más yacimientos de petróleo. Esto se atribuyó principalmente a un aumento en la demanda de petróleo causada por la Segunda Guerra Mundial, y en 1945, Venezuela estaba produciendo cerca de 800 mil  barriles al día. Siendo un ávido proveedor de petróleo a los Aliados de la Segunda Guerra Mundial, Venezuela aumentó su producción un 42 por ciento desde 1943 hasta 1944 fue el inicio del Segundo boom petrolero venezolano. Incluso después de acabada la guerra, la demanda de petróleo continuó en aumento debido al hecho de que hubo un aumento desde los veintiséis millones hasta los cuarenta millones de coches en servicio en los Estados Unidos desde 1945 hasta 1950. Ya para 1946 Venezuela producía 1 millón 64 mil barriles diarios (1 064,326 MMBPD) considerado como el segundo productor de petróleo en el mundo. 
Para 1948 el ministro de Fomento Juan Pablo Pérez Alfonzo y el presidente Rómulo Gallegos formulan el nuevo concepto de una división de 50/50 (fifty-fifty) de los beneficios entre el gobierno y las empresas del petróleo. Una vez aprobada, esta ley básicamente se mantuvo sin cambios hasta 1976, año de la nacionalización, con solo dos revisiones parciales que se realizan en 1955, 1967 y 1971. En mayo de 1950 inició una huelga petrolera en Venezuela debido a las precarias condiciones de vida en las campos petroleros. A mediados de 1950, los países del Medio Oriente habían comenzado a contribuir con cantidades significativas de crudo al mercado internacional de petróleo, y los Estados Unidos habían aplicado las cuotas de importación de petróleo. El mundo experimentó un exceso de oferta de petróleo y se desplomaron los precios. Venezuela se le calificaba en esa época como exportador de petróleo, la refinación se realizaba en diferentes refinerías en las islas del Caribe, es con la nueva ley de hidrocarburos que se apertura la instalación de refinerías en suelo venezolano.

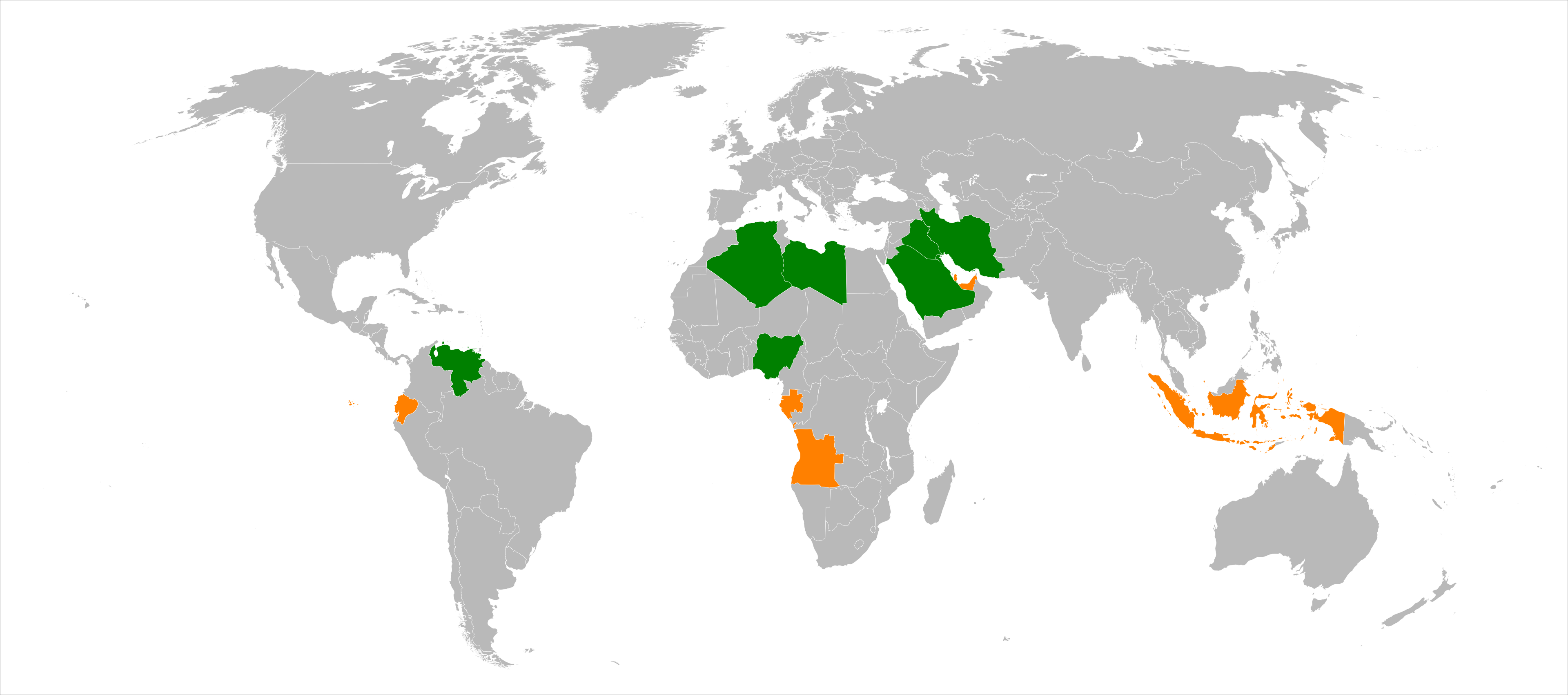
Países de la OPEP.

En 1960 se crea la Corporación Venezolana de Petróleo, para 1962 Venezuela supera la producción de los 3 millones de barriles diarios. 
En 1967 el informe de un estudio de los geólogos José Antonio Galavis y Hugo Velarde en la faja bituminosa del Orinoco revela que estima inmensos volúmenes de reservas de crudo pesado. En 1969 la producción de petróleo supera los 3.5 millones de barriles diarios

### Creación de la OPEP
En respuesta a los precios del petróleo crónicamente bajos de la década de los años 50, los países productores de petróleo: Venezuela, Irán, Arabia Saudita, Irak y Kuwait se reunieron en Bagdad el 15 de septiembre de 1960 para formar la Organización de Países Exportadores de Petróleo (OPEP). Posteriormente se unieron otros miembros como Catar (1961), Indonesia (1962), Libia (1962), Emiratos Árabes Unidos (1967), Argelia (1969), Nigeria (1971), Ecuador (1973), Angola (2007), Gabón (1975), Guinea Ecuatorial (2017) y el Congo (2018). Los principales objetivos de los países miembros de la OPEP eran trabajar juntos con el fin de asegurar y estabilizar los precios internacionales del petróleo para garantizar así sus intereses como naciones productoras de petróleo. Esto fue logrado, en gran medida, a través de las cuotas de exportación que ayudaron a evitar la sobreproducción de petróleo en el ámbito internacional.

### Crisis del petróleo de 1973
En la década de los años 70, los países productores de petróleo del Golfo Pérsico iniciaron negociaciones con las empresas petroleras en un intento por aumentar su participación de propiedad. En 1972 se obtiene rápidamente una participación del 25%, y menos de un año más tarde se revisaron los acuerdos para obtener hasta un 60% de participación en la propiedad de las empresas. En 1973, los Estados del Golfo Pérsico miembros de la OPEP decidieron aumentar sus precios un 70% (precio del barril sube US $12.0) y colocar un embargo sobre los países amigos de Israel (los Estados Unidos y Holanda) como consecuencia de la guerra de Yom Kipur. Este evento se conoce como la crisis mundial del petróleo de 1973. Después de la culminación de los conflictos en el Medio Oriente los países petroleros del Golfo Pérsico ya no exportaban a los Estados Unidos y los precios del petróleo aumentaron considerablemente, Venezuela experimentó un incremento significativo en las utilidades por concepto de producción de petróleo. Entre 1972 y 1974, los ingresos del gobierno venezolano se habían cuadruplicado. Con un nuevo sentido de confianza, el presidente venezolano, Carlos Andrés Pérez prometió que Venezuela se iba a desarrollar significativamente en unos pocos años mediante la sustitución de importaciones, los subsidios y los aranceles proteccionistas. El presupuesto nacional de 1974, aprobado por Bs. 14.585.000.000 debió ser modificado e incrementado a Bs. 42.519.000.000. Planeaba usar los beneficios del petróleo para aumentar el empleo, combatir la pobreza, aumentar los ingresos y diversificar la economía. Por desgracia, los miembros de la OPEP habían estado violando las cuotas de producción y los precios del petróleo cayeron drásticamente de nuevo en la década de 1980, empujando a Venezuela más profundamente en deuda y recesión.

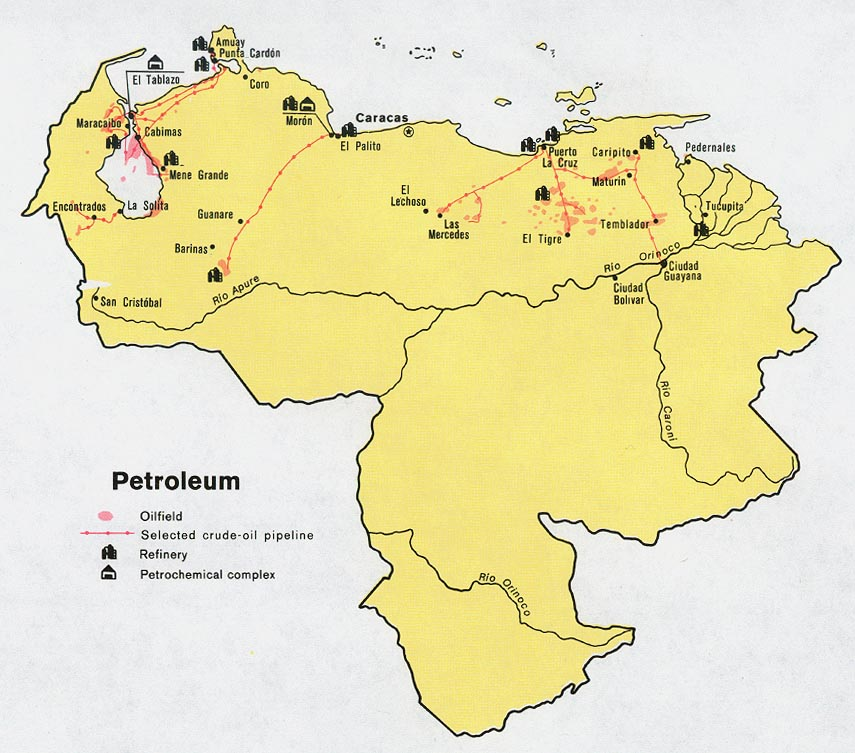
Mapa del petróleo de Venezuela, 1972.

### Nacionalización
Mucho antes de 1976, Venezuela había tomado varias medidas en la dirección de la nacionalización de su industria petrolera. En la ley de reversión promulgada en 1971 se afirmaba que todos los bienes, instalaciones y equipos pertenecientes a las concesionarias, dentro o fuera de las áreas de concesión, revertirían a la nación sin compensación a la expiración de la concesión. El movimiento hacia el nacionalismo se vivió una vez más bajo el decreto 832 donde se establecía que toda la exploración, producción, refino y programas de ventas de las compañías petroleras tenían que ser aprobados, previamente, por el Ministerio de Minas e Hidrocarburos. Así que, para todos los propósitos prácticos, Venezuela ya estaba en camino a la nacionalización en 1972.
No se hizo oficial sin embargo, hasta la primera presidencia de Carlos Andrés Pérez, cuyo plan económico, "La Gran Venezuela", contemplaba la nacionalización de la industria del petróleo y la diversificación de la economía a través de la sustitución de importaciones. El país oficialmente nacionalizó la industria petrolera el día 1 de enero de 1976, bajo la gestión ministerial de Valentín Hernández Acosta, y junto con él vino el nacimiento de Petróleos de Venezuela, S.A. (PDVSA), que es la empresa estatal venezolana de petróleo. Todas las compañías petroleras extranjeras que una vez hicieron negocios en Venezuela, fueron reemplazadas por empresas venezolanas filiales de PDVSA que controla la actividad de explotación de hidrocarburos en Venezuela. En 1986, PDVSA compró el 50 % de las acciones la empresa estadounidense Citgo, adquirió el resto en 1990, y actualmente es una de las empresas petroleras más grandes del mundo.

## 1976 - 1999

### Segundo mal holandés

Logo de PDVSA.

Después de la crisis del petróleo de 1973, el período fue de una moderada prosperidad económica para Venezuela. en 1979 llega a su máximo precio de US $40 dólares el barril por la crisis que se presentó en el Golfo Pérsico durante la guerra de Yom Kipur fue relativamente de corta duración. Este fue especialmente el caso durante el exceso de petróleo de 1980. Los países miembros de la OPEP no se estaban adhiriendo estrictamente a las cuotas asignadas, y de nuevo se desplomaron los precios del petróleo. En la década de los 90, los síntomas de la enfermedad holandesa fueron una vez más evidentes. Entre 1990 y 1999, la producción industrial de Venezuela se redujo de un 50% a un 24% del producto interno bruto del país en comparación con una disminución de 36% a 29% para el resto de América Latina. En lo alto de todas estas cuestiones, la eficiencia de PDVSA estaba en tela de juicio en los últimos años. De 1976 a 1992, el monto de los ingresos de PDVSA, que se destinó a gastos de la empresa fue, en promedio, del 29% dejando un resto de 71% para el gobierno. De 1993 a 2000, sin embargo, esa distribución fue casi completamente revertido donde el 64% de los ingresos de PDVSA fueron mantenidos por PDVSA dejando un resto de solo el 36% para el gobierno. Durante ese periodo PDVSA se internacionalizó, compró diferentes refinerías y terminales en EE. UU., Alemania y en las islas del Caribe, su producción creció logrando un récord de 3,3 millones de barriles diarios en 1998. Este crecimiento dio inicio a nuevas fuentes de trabajo y perfeccionamiento a profesionales petroleros venezolanos.

#### Apertura e internacionalización petrolera (1990-1999)
Después de la compra de Citgo en 1986 inicia la apertura de crecimiento de la empresa estatal PDVSA.
A mediados de los años 90 los precios del petróleo bajaron notablemente. Como método para atraer inversiones extranjeras al país durante el segundo gobierno de Carlos Andrés Pérez se diseñó un programa denominado entonces "Apertura Petrolera", con el cual se le dio participación a empresas internacionales en la explotación de campos marginales bajo el esquema de contratos de servicios operativos. El presidente Rafael Caldera amplio el rango de acción a los proyectos de desarrollo de la Faja del Orinoco, la mayor reserva de crudo extrapesado a nivel mundial. En dichos proyectos se establecía la participación del Estado venezolano -a través de PDVSA- como socio minoritario. Entre las empresas más importantes se indican ExxonMobil, Royal Dutch Shell, ConocoPhillips, Chevron y Total. La estratégica compra de refinerías en el exterior para asegurar la refinación y venta de derivados del petróleo venezolano en el mercado norteamericano con su filial Citgo.

## 1999-presente

### Bonanza petrolera y tercer mal holandés (2000-2010)
Tras la escalada de precios a partir de la crisis desatada por la invasión de Irak en 2003, los proyectos de desarrollo de la Faja del Orinoco cobraron mayor importancia económica. 
En 2005, PDVSA abrió su primera oficina en China y anunció planes para casi triplicar su flota de buques petroleros en esa región. El Gobierno Venezolano libra una batalla política y busca una nueva estrategia para liberarse de la dependencia del mercado de EE. UU. La dependencia del dólar en su economía.
En el 2006 se vende la refinería de hidrocarburos Lyondell, propiedad de Citgo, y en 2007 se venden las refinerías de asfalto Paulsboro y Savannah en EE. UU. El gobierno de Hugo Chávez decretó en 2007 la conversión de todas las concesiones en la Faja a empresa mixta, donde el Estado, a través de PDVSA, debe tener mayoría accionarial.
En 2007, Venezuela también llegó a un acuerdo con la compañía petrolera brasileña Petrobras para construir una refinería en el noreste de Brasil, donde se envía el petróleo crudo de Brasil y Argentina. Un acuerdo similar fue alcanzado con Petroecuador, donde Venezuela se comprometió a refinar 100 000 barriles de petróleo crudo de Ecuador. Cuba se ha comprometido a que miles de venezolanos reciban tratamiento médico y programas de salud y a su vez, Venezuela se comprometió a modernizar la refinería de Cienfuegos y vender varios miles de barriles a Cuba mediante el convenio Petrocaribe. En 2008 Estados Unidos representaba el 65 % de las exportaciones de Venezuela.
El cuarto boom petrolero ocurre entre el 2004 y el 2008 a causa del conflicto árabe-israelí siendo en su precio el pico más alto el día 11 de julio de 2008 cuando el barril de petróleo llegó a 147,25 dólares el Brent y US $146,90 dólares el WTI. iniciando en enero de ese año con un precio por encima de los US $100 dólares el barril

### Altos precios y declive de la producción (2010-2017)
Esta es la década que ha mantenido los precios del barril de petróleo más altos en su historia desde que inició su explotación, el pico más alto ocurrió el 11 de marzo de 2011 cuando llegó el precio a US $127 dólares el barril siendo calificado como el quinto boom petrolero en la historia de sus precios, este periodo de precios altos duro hasta noviembre de 2014  para caer en enero de 2016 al precio más bajo de 26 dólares por barril de petróleo venezolano. por los conflictos de Libia, pero también fue en Venezuela la época del declive de la producción y de la refinación, el 2011 producía 2.38 millones de barriles diarios y para marzo de 2019 producían 870 mil barriles diario y los precios en promedio se han mantenido entre los 42 dólares y los 59 dólares en promedio
Venezuela dejó de ser uno de los países más grandes exportador de petróleo del mundo, aunque con la primera reserva más grande de crudo pesado. Venezuela tiene un gran potencial para la expansión de la capacidad, Venezuela bajó su capacidad de producción en 900 Mbbl / d desde los niveles de 2001 (3,2 MMbpd) podría producir hasta 5,6 MMbpd en 2025, aunque esto requeriría de una significativa inversión de capitales por parte de PDVSA. Para 2010, la producción venezolana de hecho bajó a ~ 2,25 MMbbl / d. PDVSA no ha demostrado ninguna capacidad para desarrollar nuevos yacimientos de petróleo desde la nacionalización de los proyectos de petróleo pesado en la Faja petrolífera del Orinoco antes operadas por empresas internacionales como ExxonMobil, ConocoPhillips, Chevron y Total.

### Sanciones y corrupción (2017-2021)
En agosto de 2017, Estados Unidos impuso sanciones financieras a PDVSA, impidiendo la adquisición de nueva deuda o el refinanciamiento de la existente para evitar mayor número de demandas en los tribunales internacionales a causa de la recesión económica en la que se encontraba el país.  Entre agosto de 2017 y mayo de 2018, el gobierno de los Estados Unidos sancionó por motivos de corrupción y lavado de dinero de altos funcionarios a PDVSA y prohibió a empresas estadounidenses realizar transacciones con la misma. Para 2017 ocurre el derrumbe de la producción que llega a 1.86 millones de barriles por día (promedio anual) El 14 de noviembre Empresas calificadoras de riesgo declararon a Venezuela en default selectivo entre ellas esta Fitch Group sobre la deuda de la petrolera PDVSA que fue casi simultánea a la de la calificadora Dagong Global Credit Rating al igual que la empresa Standard & Poor's ya en diciembre de 2016 quedó hipotecada el 100% de las acciones de Citgo, 50.1% a los tenedores de los bonos PDVSA2020 y el 49.9 a la petrolera estatal rusa Rosneft como condición que exigen para un préstamo.
En noviembre de 2017 al tomar la presidencia de PDVSA el Mayor General (M/G) Manuel Salvador Quevedo Fernández, un militar de la Guardia Nacional. es cuando inicia la precipitada caída de la producción petrolera. En 2018 producción promedio anual es de 1.34 millón de barriles por día los resultados son evidentes tras 15 años de una mala administración se observa en el deterioro de la producción, exploración, refinación y desinversión En enero de 2019, Estados Unidos impuso nuevas sanciones, lo que dificulta cada vez más a las empresas extranjeras realizar negocios en Venezuela. Durante 2020 se han impuesto más restricciones a las empresas extranjeras solo se les permite operaciones para su mantenimiento y un distanciamiento en inversiones a la producción y exportación de petróleo.
En abril de 2020 el general Quevedo es sustituido en la presidencia de PDVSA por Asdrúbal Chávez.
Venezuela bajó su producción petrolera en 2020 a un tercio de la producción del 2018 y a un cuarto de la del 2017.
Para 2020 la producción petrolera cayó a su mínimo en más de 70 años por diferentes motivos. Según los expertos en la materia como Carlos Mendoza Potellá (asesor del BCV), Luis Oliveros y José Toro Hardy , la falta de inversión en la exploración y en el mantenimiento de las refinerías aunado a las sanciones económicas del gobierno norteamericano contra la empresa PDVSA destinadas a terminar con la administración de Nicolás Maduro, han hecho paralizar la extracción de petróleo por la saturación de los tanques de almacenaje, así como la mala administración y la corrupción
En noviembre de 2022, un reportaje publicado por Armando.info sobre la piratería en altamar del petróleo venezolano, marcó el inicio de una investigación que posteriormente revelaría una nueva forma de corrupción en la venta de petróleo, ante la desaparición del Tesoro venezolano de 21 mil millones de dólares. Los registros financieros mostraban discrepancias entre la cantidad de petróleo vendido y los ingresos reportados por Petróleos de Venezuela. A partir de entonces, se especuló sobre las posibles causas de esta discrepancia.
Durante la nueva administración de Joe Biden, se continuó las políticas restrictivas a las empresas extranjeras, en noviembre de 2022 antes de vencerse la licencia de Chevron Corporation, el gobierno demócrata renueva la licencia y modifica sus términos permitiendo la reanudación de su producción de petróleo en Venezuela y venta externa al propio Estados Unidos, lo que permitirá un moderado incremento en 2023 hasta alcanzar unos 200.000 bpd en 2024 con ciertas condiciones como para que se realicen elecciones libres en Venezuela, importar diluente de Estados Unidos soporte de la producción de crudos extrapesados, reparar equipos averiados, detener cortes de energía y solucionar problemas con oleoductos, volver a contratar a cientos de trabajadores y lidiar con amenazas a la seguridad física, incluidos los robos de gasolina.
El 17 de marzo de 2023, se dio a conocer un supuesto robo de 3 000 millones de dólares provenientes de cuentas por cobrar de la venta de petróleo que en realidad alcanzarían los 21 000 millones de dólares, el robo comenzó a revelarse luego del cambio de la directiva en enero cuando se designó al coronel Pedro Tellechea, lo que desató una crisis administrativa que llevó a la renuncia vía Twitter del ministro de Petróleo, Tareck El Aissami, quien ha permanecido desaparecido. La Fiscalía General evidenció un faltante de 21 mil millones de dólares, los cuales potencialmente podrían ser incobrables. Pedro Tellechea procuró detener los cargamentos no pagados de manera inmediata, durante los primeros 30 días. Esta investigación dio inicio al Caso PDVSA-Cripto. Fueron 61 personas detenidas entre ellas tres coroneles y otros cuatro militares que ocupaban puestos importantes en Pdvsa.